# Dunajewo
Dunajewo (lit. Dunojevas) – jezioro na Pojezierzu Wschodniosuwalskim, położone na granicy polsko-litewskiej. Polska część jeziora leży w gminie Wiżajny, w powiecie suwalskim, w woj. podlaskim, a część litewska w rejonie wyłkowyskim. Jest to graniczne jezioro wysunięte najbardziej na północ Suwalszczyzny.
Dunajewo ma wydłużony kształt w kierunku północno-wschodnim. Do Polski należy południowa mniejsza część jeziora o powierzchni 7,10 ha (dane gminy Wiżajny), a północna część należąca do Litwy obejmuje obszar 18,1 ha.
Do północnego brzegu Dunajewa przylega obszar zalesiony. Na południe od jeziora leży wieś Stankuny.